# EIF3I
EIF3I‏ (Eukaryotic translation initiation factor 3 subunit I) هوَ بروتين يُشَفر بواسطة جين EIF3I في الإنسان.